# ジョディ・ルコキ
ジョディ・ルコキ（Jody Lukoki、1992年11月15日 - 2022年5月9日）は、コンゴ民主共和国・キンシャサ生まれのオランダ人元プロサッカー選手。ポジションはFW （ウインガー）。

## 経歴
VVA/SpartaanおよびYoung Boys Haarlemでプレーした後、アヤックス・アムステルダムユースに加入した。2011年1月19日のライバルフェイエノールトに2-0で勝利した試合で、80分にロレンゾ・エベシリオと交代しデビューを飾った。ボールがアウトになった後に、ティム・デ・クレルに対して股抜きを決め、すぐにホームのファンの心を掴んだ。2011年3月20日のライバルADOデン・ハーグとの試合で2度目の出場を果たしたが、アウェーの試合は3-2で敗戦し印象を残すことができなかった。2011-12シーズンは、シーズンデビューとなったローダJC戦でエールディヴィジ初ゴールを決め、快調な滑りだしとなった。
2013-14シーズンはSCカンブールにレンタル移籍し、2014-15シーズンから11年過ごしたアヤックスを離れ、PECズヴォレとの3年契約にサインした。
2021-2022シーズンからトゥウェンテでプレーしていたが、2022年5月9日に亡くなったことが報じられた。

## 個人成績
2014年8月10日現在
| クラブ       | リーグ           | シーズン     | リーグ戦 | リーグ戦 | リーグ杯 | リーグ杯 | 欧州カップ | 欧州カップ | その他 | その他 | 期間通算 | 期間通算 |
| クラブ       | リーグ           | シーズン     | 出場     | 得点     | 出場     | 得点     | 出場       | 得点       | 出場   | 得点   | 出場     | 得点     |
| ------------ | ---------------- | ------------ | -------- | -------- | -------- | -------- | ---------- | ---------- | ------ | ------ | -------- | -------- |
| アヤックス   | エールディヴィジ | 2010-11      | 2        | 0        | 0        | 0        | 0          | 0          | -      | -      | 2        | 0        |
| アヤックス   | エールディヴィジ | 2011-12      | 6        | 2        | 3        | 0        | 4          | 0          | -      | -      | 13       | 2        |
| アヤックス   | エールディヴィジ | 2012-13      | 16       | 3        | 3        | 0        | 4          | 0          | -      | -      | 23       | 3        |
| ズヴォレ     | エールディヴィジ | 2013-14      | 32       | 2        | 2        | 0        | 0          | 0          | -      | -      | 34       | 2        |
| キャリア通算 | キャリア通算     | キャリア通算 | 56       | 7        | 8        | 0        | 9          | 0          | -      | -      | 73       | 7        |

## タイトル

### クラブ
アヤックス
- エールディヴィジ : 2010-11, 2011-12, 2012-13